# Snowboard Kids Plus
 (octobre 2024).
Si vous disposez d'ouvrages ou d'articles de référence ou si vous connaissez des sites web de qualité traitant du thème abordé ici, merci de compléter l'article en donnant les références utiles à sa vérifiabilité et en les liant à la section « Notes et références ».
Snowboard Kids Plus (スノボキッズプラス) est un jeu vidéo de sport de glisse et un portage amélioré de Snowboard Kids, sorti exclusivement au Japon le 21 janvier 1999 pour la PlayStation.
La principale différence entre les deux versions (en dehors du support) est que celle-ci ajoute quatre nouveaux personnages jouables : Nicole, Pamela, Ruby et Kaede. De nouveaux designs de planches ont également été introduits, ainsi que la possibilité de teindre les cheveux des protagonistes ou de leur acheter de nouvelles tenues. Le jeu inclut une nouvelle séquence d'introduction entièrement animée et présente des images fixes qui illustrent l'intrigue et la conclusion de chacun des dix personnages, tout en offrant des interfaces de menus améliorés.
Enfin, un pilote automatique optionnel permet de guider le joueur vers le télésiège lorsqu'il en est proche.